# Wells Fargo Arena
La Wells Fargo Arena è un'arena coperta situata a Des Moines, Iowa. Ospita gli Iowa Energy della NBA D-League e gli Iowa Barnstormers della AFL. Dal 2013 ospita gli Iowa Wild della American Hockey League.
I diritti di denominazione appartengono alla società finanziaria Wells Fargo.
L'arena venne inaugurata con una cerimonia pubblica il 12 luglio 2005. Il primo evento, il Tony Hawk's Boom-Boom Huck Jam, si svolse il 14 luglio, mentre il primo concerto, tenuto dai Tom Petty and the Heartbreakers insieme ai Black Crowes, si svolse il 18 luglio.